# Klein Meschkuppen
Klein Meschkuppen, 1938 bis 1945 Bärenbach (Ostpr.), litauisch Mažieji Meškupiai, ist ein verlassener Ort im Rajon Krasnosnamensk der russischen Oblast Kaliningrad.
Die Ortsstelle befindet sich etwa drei Kilometer südöstlich von Djatlowo (Neuweide).

## Geschichte
Der Name Klein Meschkuppen leitete sich von dem Gut Meschkuppen ab, von dessen Gebietsbestand der Ort offenbar abgezweigt wurde. Im Jahr 1874 wurde die Landgemeinde Klein Meschkuppen dem neu gebildeten Amtsbezirk Spullen im Kreis Pillkallen zugeordnet. 1922 wechselte sie in den Amtsbezirk Baltruschehlen. 1938 wurde Klein Meschkuppen in Bärenbach (Ostpr.) umbenannt (litauisch: meška = Bär).
1945 kam der Ort in Folge des Zweiten Weltkrieges mit dem nördlichen Ostpreußen zur Sowjetunion. Einen russischen Namen bekam er nicht mehr.

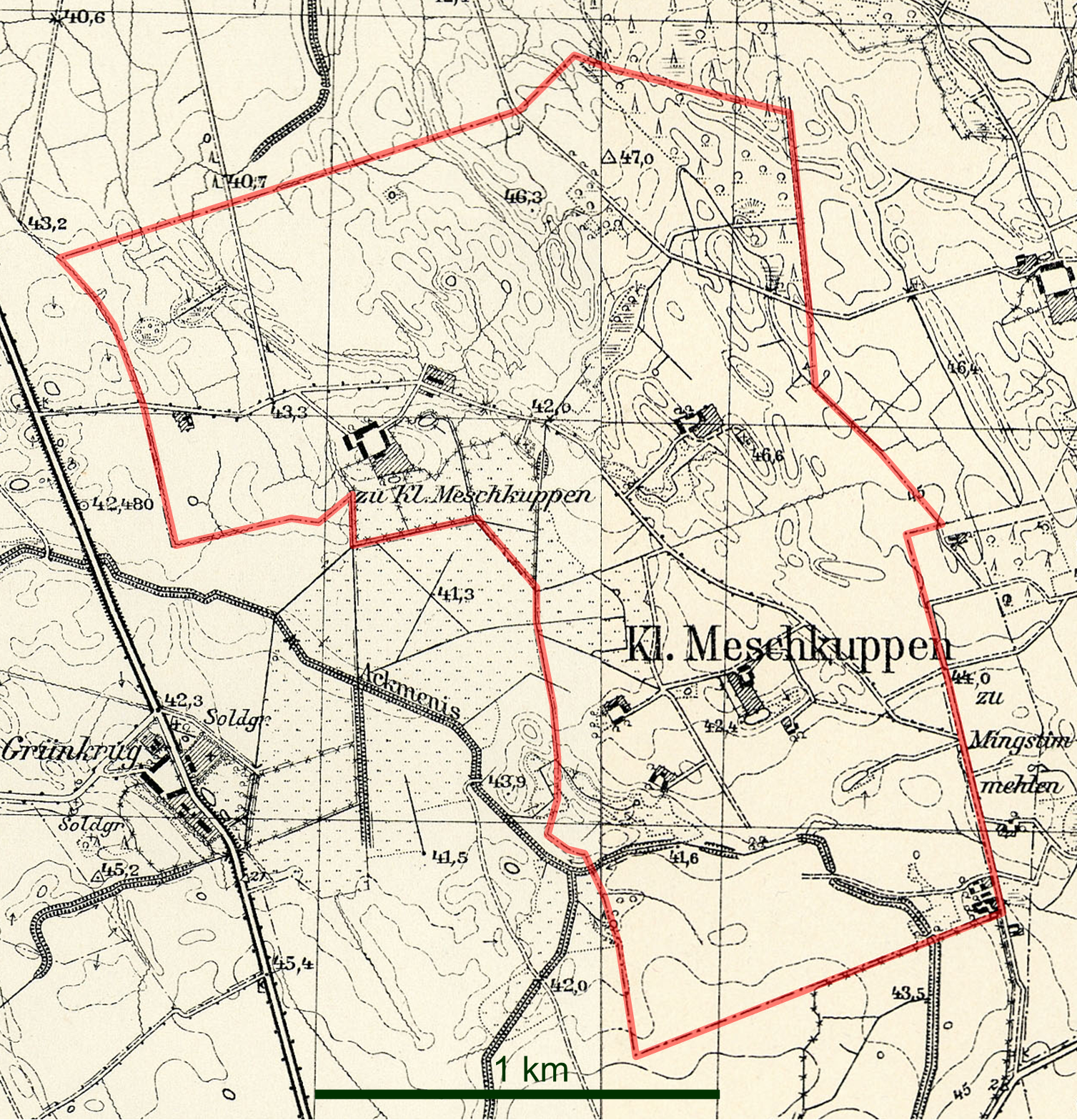
Die Gemeinde Klein Meschkuppen auf zwei Messtischblättern von 1935 und 1937

| Jahr | Einwohner |
| ---- | --------- |
| 1867 | 96        |
| 1871 | 88        |
| 1885 | 87        |
| 1905 | 86        |
| 1910 | 83        |
| 1933 | 70        |
| 1939 | 71        |

## Kirche
Klein Meschkuppen/Bärenbach gehörte zum evangelischen Kirchspiel Rautenberg.